# Osmoy-Saint-Valery
Osmoy-Saint-Valery ist eine französische Gemeinde mit 313 Einwohnern (Stand: 1. Januar 2022) im Département Seine-Maritime in der Region Normandie; sie gehört zum Arrondissement Dieppe und ist Teil des Kantons Neufchâtel-en-Bray. 

## Geographie
Osmoy-Saint-Valery liegt etwa 35 Kilometer südöstlich von Dieppe in der Landschaft Pays de Bray am Béthune. Umgeben wird Osmoy-Saint-Valery von den Nachbargemeinden Saint-Vaast-d’Équiqueville im Norden und Nordwesten, Notre-Dame-d’Aliermont im Norden, Sainte-Agathe-d’Aliermont im Norden und Nordosten, Croixdalle im Osten, Bures-en-Bray im Süden und Südosten, Mesnil-Follemprise im Süden, Les Grandes-Ventes im Südwesten sowie Ricarville-du-Val im Westen und Nordwesten.

## Bevölkerungsentwicklung
| Jahr                      | 1962 | 1968 | 1975 | 1982 | 1990 | 1999 | 2006 | 2013 |
| Einwohner                 | 360  | 324  | 332  | 293  | 299  | 310  | 328  | 347  |
| Quelle: Cassini und INSEE |      |      |      |      |      |      |      |      |

## Sehenswürdigkeiten
- Kirche Notre-Dame aus dem 12. Jahrhundert, seit 1926 Monument historique
- Herrenhaus, seit 1930 Monument historique

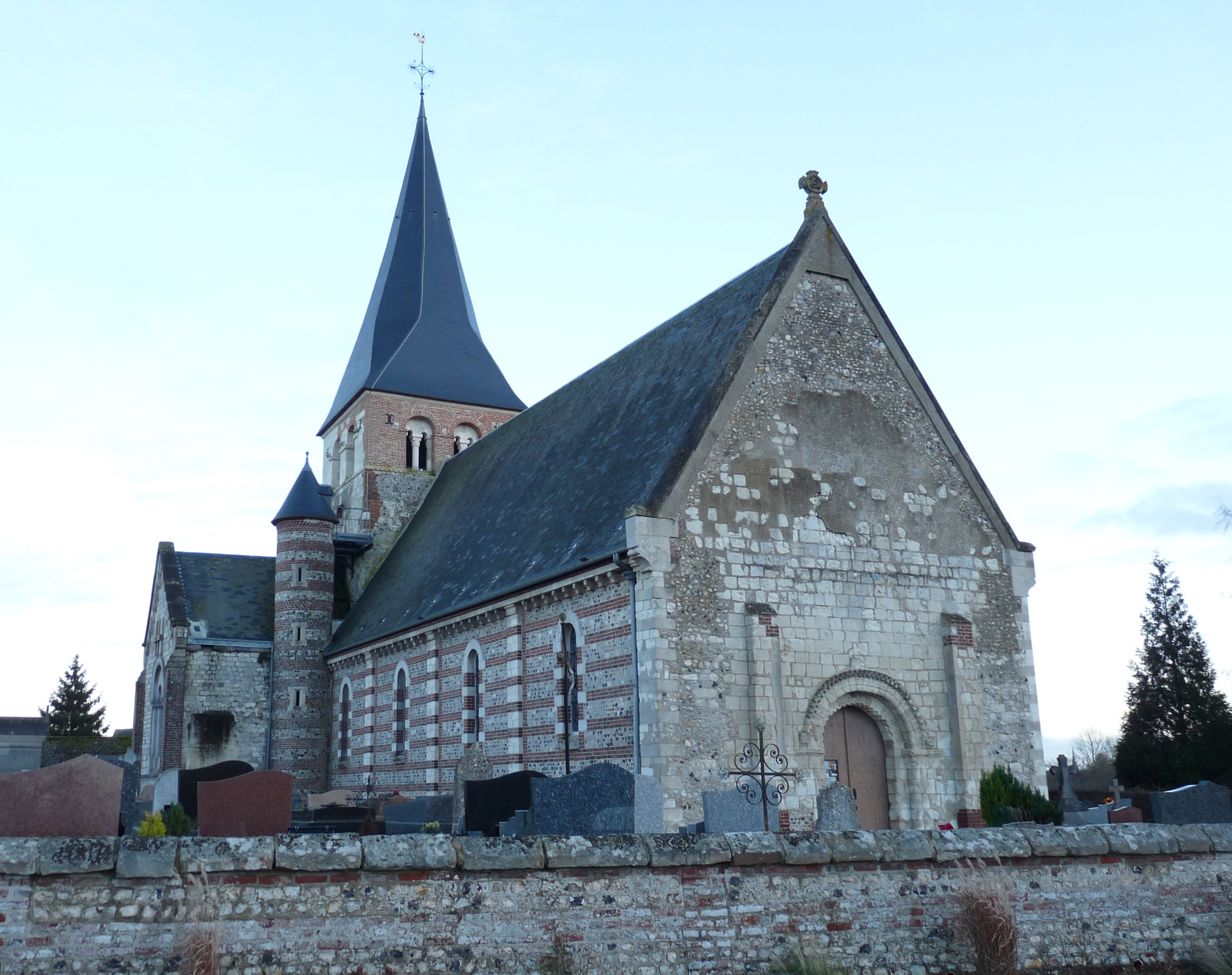
Kirche Notre-Dame